# Altmühlkreuz

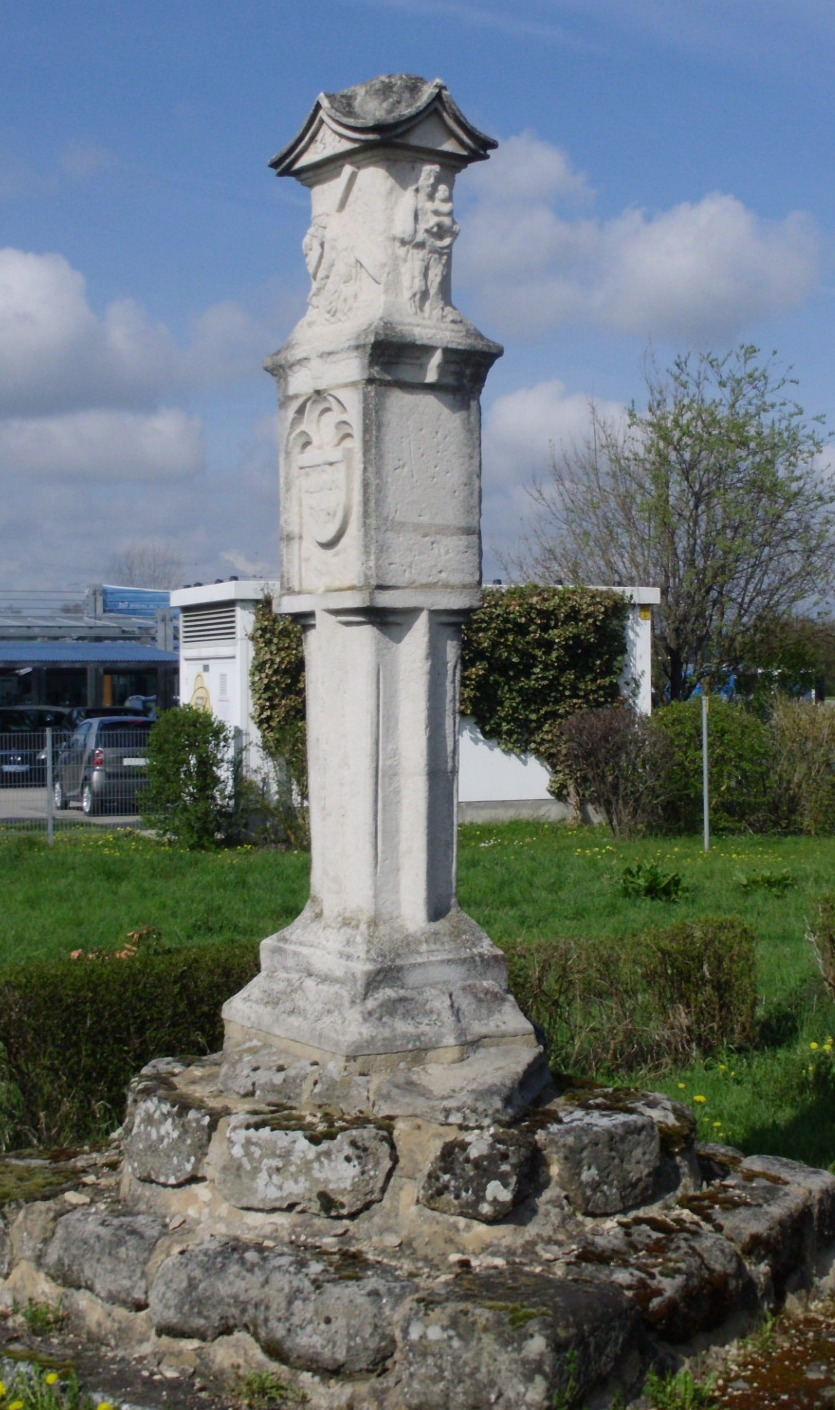
Kopie des Altmühlkreuzes in der Peripherie von Gunzenhausen

Als Altmühlkreuz oder Kreuz im Altmühltal wird ein spätgotischer Pfeilerbildstock auf gestuftem Sockel in Gunzenhausen, einer Kleinstadt im mittelfränkischen Landkreis Weißenburg-Gunzenhausen, bezeichnet. Das Altmühlkreuz ist unter der Denkmalnummer D-5-77-136-218 als Baudenkmal in die Bayerische Denkmalliste eingetragen. Der Bildstock stand ursprünglich in der Peripherie von Gunzenhausen an der Einmündung des Weges Am Pfahlrain in die Oettinger Straße, unweit der Bundesstraße 13 und des namensgebenden Flusses Altmühl.
Im Mittelalter führte dort eine wichtige Handelsstraße entlang. Heute steht dort eine Kopie des Altmühlkreuzes. Das Original befindet sich im Innenhof des Gunzenhäuser Rathauses. Das Altmühlkreuz ist drei Meter hoch und besteht aus Sandstein.

## Legenden
Um die Bildsäule ranken sich viele Legenden. So soll der Sage nach der Bildstock von Burkhard aus dem Geschlecht der Seckendorffer errichtet worden sein, nachdem er dort seine Geliebte Hedwig während der Jagd erschoss.